# 瓦龙 (德塞夫勒省)
瓦龙（法語：Oiron，法語發音：[waʁɔ̃]）是法国德塞夫勒省的一个旧市镇，属于布雷叙尔区。2019年，瓦龙与临近的3个市镇合并为新市镇平原河谷镇，瓦龙为新市镇行政中心。

## 地理
瓦龙（46°57'4"N, 0°4'53"W）面积36.75 平方千米，位于法国新阿基坦大区德塞夫勒省，该省份为法国西部内陆省份，北起曼恩-卢瓦尔省，西接旺代省，南至夏朗德省和滨海夏朗德省，东临维埃纳省。
与瓦龙接壤的市镇（或旧市镇、城区）包括：阿尔赛、布里、伊赖、圣茹安德马尔讷、圣莱热德蒙布兰、泰泽-莫莱、圣朗。

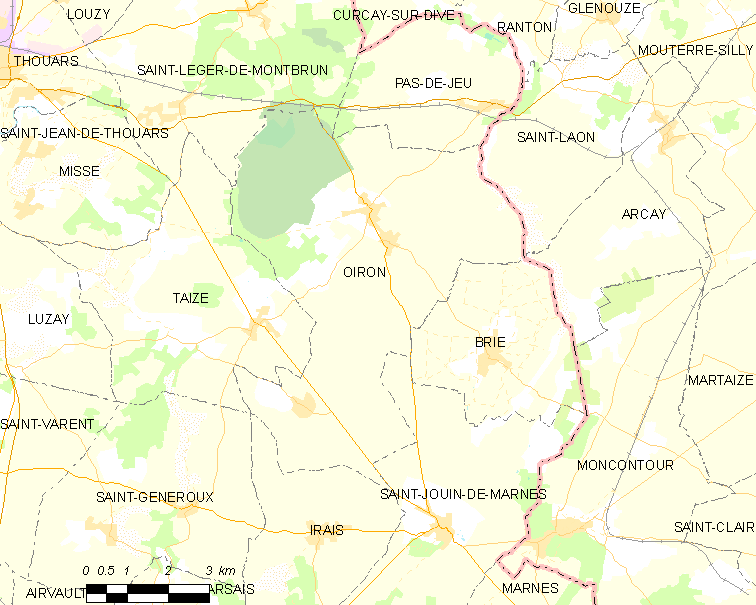
的OSM定位图

瓦龙的时区为UTC+01:00、UTC+02:00（夏令时）。

## 行政
瓦龙的邮政编码为79100，INSEE市镇编码为79196。

## 政治
瓦龙所属的省级选区为图埃河谷县。

## 人口

1962-2008年间人口变化图示

瓦龙于2018年1月1日时的人口数量为902人。